# Aleucanitis sinuosa
Aleucanitis sinuosa là một loài bướm đêm trong họ Noctuidae.